# August Breisky

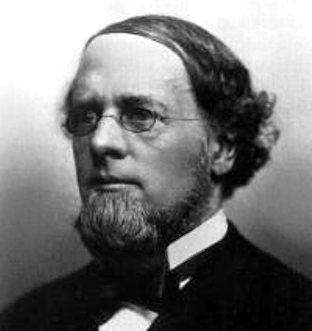
August Breisky

August Breisky (* 25. März 1832 in Klattau, Böhmen; † 25. Mai 1889 in Wien) war ein böhmischer Gynäkologe.

## Leben
August Breisky studierte bis 1855 an der Karl-Ferdinands-Universität Medizin. Als Assistent war er mehrere Jahre unter Václav Treitz in der Pathologie, später unter Bernhard Seyfert (1817–1870) an der geburtshilflichen Klinik in Prag tätig. 1865 habilitierte er sich in Prag mit der Arbeit Ueber den Einfluß der Kyphose auf die Beckengestalt. Kurz danach wurde er Primararzt des neugegründeten Handelsspitals in Prag und 1866 Direktor der Hebammenschule in Salzburg. 1867 folgte er dem Ruf als Professor der Gynäkologie an die Universität Bern, wo er bis 1874 tätig war. Von dort ging er an die Karls-Universität Prag, wo er zwölf Jahre lang die Klinik leitete. 1885 war Breisky Mitglied des Gründungsausschusses der Deutschen Gesellschaft für Gynäkologie und von 1886 bis 1888 als Beisitzer Mitglied des Vorstandes der Gesellschaft. Als er 1886, nach dem Rücktritt von Joseph Späth in Wien, zu dessen Nachfolger berufen wurde, ernannte die Prager Universität Friedrich Schauta zu seinem Nachfolger. Mit dem Lehrstuhl in Wien war die Leitung der II. Wiener Universitätsfrauenklinik verbunden. Hier konnte Breisky jedoch nur drei Jahre tätig sein, da er am 25. Mai 1889 mit nur 57 Jahren einem bösartigen Darmleiden erlag. Zu seinem Nachfolger wurde Rudolf Chrobak berufen.
Breisky äußerte anfänglich Zweifel an den Theorien von Ignaz Semmelweis. Er bezeichnete sein Buch als „naiv“ und „Koran der Puerperaltheologie“. Seiner Meinung nach hatte Semmelweis nicht bewiesen, dass Kindbettfieber und Pyämie identisch sind. Breisky bestand darauf, dass neben fauligem organischen Material auch andere Faktoren in der Entstehung des Kindbettfiebers eingeschlossen werden müssten. Später entwickelte sich Breisky jedoch zu einem Verfechter der Lehren von Semmelweis und Lister zur Asepsis. Er beschrieb 1871 zuerst das Krankheitsbild der Pyometra und des Pyocolpos lateralis und begründete 1870 die geburtshilfliche Messung des Beckenausganges. Die Kraurosis vulvae wird zuweilen noch als Breisky-Krankheit bezeichnet.
1887 wurde er Mitglied der Gelehrtenakademie Leopoldina.
August Breisky war verheiratet und hatte zwei Söhne, darunter Walter Breisky.
Zu seinen Schülern zählt der Wiener Gynäkologe Edmund Kohn (1863–1929).

## Schriften
- Ueber den Einfluß der Kyphose auf die Beckengestalt. Habilitationsschrift, Karls-Universität Prag, 1865
- Krankheiten der Vagina. In: Franz von Pitha, Theodor Billroth: Handbuch der Frauenkrankheiten. 1879